# 22 Miles
Pour plus de détails, voir Fiche technique et Distribution.
22 Miles ou Cible 22 au Québec (Mile 22) est un film d'action américano-chinois réalisé par Peter Berg et sorti en 2018.

## Synopsis
James Silva est un homme très intelligent mais perturbé par ses nombreux troubles émotionnels et comportementaux. Il est malgré tout devenu un agent expert et officier d’élite du renseignement américain, œuvrant principalement pour la CIA. Avec son équipe « Overwatch », il participe à une mission pour neutraliser des agents russes du FSB opérant sur le sol américain. La mission se solde par la perte d'un agent américain et par l'assassinat de tous les Russes présents.
Seize mois plus tard, à Indocarr (pays du sud-est asiatique), James et son équipe sont chargés d’exfiltrer Li Noor, un officier de la police locale qui détient des informations sur l'emplacement de quantités de césium 139 (isotope fictif). Mais ils vont être traqués par une armée d’assassins locaux tout au long des 22 miles les séparant de l’avion qui leur permettra de quitter le pays.

## Fiche technique
- Titre original : Mile 22
- Titre français : 22 Miles
- Titre québécois : Cible 22
- Réalisation : Peter Berg
- Scénario : Lea Carpenter, d'après une histoire de Lea Carpenter et Graham Roland
- Musique : Jeff Russo
- Photographie : Jacques Jouffret
- Montage : Melissa Lawson Cheung, Colby Parker Jr. et Christian Wagner
- Production : Peter Berg, Mark Wahlberg et Stephen Levinson
- Sociétés de production : STXfilms, H. Brothers, The Hideaway Entertainment et Tang Media Productions
- Sociétés de distribution : STX Entertainment (États-Unis), VVS Films (Canada), Metropolitan FilmExport (France)
- Pays de production :  États-Unis,  Chine
- Langues originales : anglais, russe et indonésien
- Format : couleur – 2.39:1 – 35 mm, cinéma numérique — son Dolby Digital
- Budget : 35-60 000 000 $ [3]
- Genre : action, thriller, espionnage
- Durée : 94 minutes
- Dates de sortie :
  - États-Unis, Canada : 17 août 2018
  - France : 29 août 2018
- Classification :
  -  France : interdit aux moins de 12 ans avec avertissement lors de sa sortie

## Distribution
- Mark Wahlberg (VF : Bruno Choël ; VQ : Martin Watier) : James Silva
- Iko Uwais (VF : Pascal Nowak ; VQ : Adrien Bletton) : Li Noor
- Lauren Cohan (VF : Émilie Gare ; VQ : Mélanie Laberge) : Alice Kerr
- John Malkovich (VF : Edgar Givry ; VQ : François Godin) : James Bishop
- Ronda Rousey (VF : Marie Giraudon ; VQ : Kim Jalabert) : Sam Snow
- Nikolai Nikolaeff : Aleksander
- Carlo Alban (VF : Gilduin Tissier) : William Douglas
- Terry Kinney (VF : Philippe Ariotti) : Johnny Porter
- Poorna Jagannathan : l'ambassadrice Dorothy Brady
- Sam Medina : Axel
- Keith Arthur Bolden (VF : Günther Germain) : King
- Jenique Hendrix : Knight
- Billy Smith : Rook
- Myke Holmes (VF : Fabien Jacquelin) : Pawn
- Alexandra Vino : sergent Thomas
- Cedric Gervais (VF : Nicolas Dangoise) : Greg Vickers
- CL : Queen
- Natasha Goubskaya : Vera
- Emily Skeggs (VF : Joséphine Ropion) : M.I.T
- David Garelik : Anatole Kuragin
- Peter Berg : Lucas

 Source et légende : version française (VF) sur RS Doublage

## Production
En mars 2015, Ronda Rousey et Iko Uwais sont annoncés dans un film d'action-thriller nommé Mile 22, écrit par Graham Roland et produit par Peter Berg. WME Global est alors en négociation pour financer le film. En juillet 2015, Mark Wahlberg est choisi pour le rôle masculin principal, alors que Peter Berg est également choisi comme réalisateur. C'est la quatrième fois d'affilée que Peter Berg dirige Mark Wahlberg, après Du sang et des larmes (2013), Deepwater (2016) et Traque à Boston (2016).
En novembre 2017, Lauren Cohan est choisie pour incarner Alice Kerr
Le tournage débute en novembre 2017 à Atlanta en Géorgie, sous le titre de travail Ground Branch, jusqu'en décembre 2017. Entre janvier et février 2018, le tournage se poursuit à Bogota, capitale de la Colombie. Le 5 février 2018, le Président de la Colombie de l'époque, Juan Manuel Santos, rend visite à l'équipe sur le tournage. Peter Berg lui propose alors de tourner une partie de la scène d'action, ce que Juan Manuel Santos refuse.

## Accueil

### Critiques
Aux États-Unis, le film obtient des critiques mitigées. Sur l'agrégateur Rotten Tomatoes, le film obtient 22 % d'opinions favorables pour 125 critiques et une note moyenne de 4,1⁄10. Sur Metacritic, 22 Miles décroche une note moyenne de 39⁄100, pour 34 critiques.
Sur le site français Allociné, qui recense 16 titres de presse, le film récolte une moyenne de 3⁄5. Du côté des critiques positives, Emmanuelle Spadacenta de Cinemateaser écrit notamment « Peter Berg a trouvé avec 22 Miles comment mettre son patriotisme en colère au service d’un gros divertissement de multiplexe. Débridé et intelligent ». Dans Le Nouvel Observateur, François Forestier écrit quant à lui que le réalisateur « fait le job avec précision : à côté de Mark Wahlberg, Jason Bourne est un empoté et James Bond un godichon » et décrit le film comme du « “bang-badaboum” usiné à la perfection ». Dans Le Parisien, on peut notamment lire que le film . Geoffrey Crété du magazine Écran large regrette que le film soit « moins solide et tétanisant que les précédentes collaborations entre Peter Berg et Mark Wahlberg » mais ajoute qu'il offre « un ride brutal et cauchemardesque, embrumé dans le parfum des douilles et du sang dans ses meilleurs moments ». Dans Première, Sylvestre Picard écrit notamment « 22 Miles regorge de scènes de baston d'une violence et d'une efficacité folles (la scène de l'immeuble au dernier acte est carrément costaude) ».
Du côtés des critiques françaises négatives, on peut notamment lire dans Le Figaro : « guère de surprises dans ce polar musclé si ce n'est la coiffure improbable de John Malkovich ». Vincent Ostria de L'Humanité écrit « À part un désir de ressusciter la guerre froide, on ne voit guère à quoi rime ce thriller lambda, dont la trame inepte repose sur une vengeance des Russes, qui ne brille que par sa violence gratuite ». Julien Dugois, du site aVoir-aLire.com, pointe quant à lui « le sur-découpage [du] montage » et « l’illisibilité de certaines scènes ».

### Box-office
| Pays ou région    | Box-office      | Date d'arrêt du box-office | Nombre de semaines |
| ----------------- | --------------- | -------------------------- | ------------------ |
| États-Unis Canada | 36 108 758 $    | 4 octobre 2018             | 7                  |
| France            | 119 049 entrées | 6 septembre 2018           | 5                  |
| Total mondial     | 66 308 758 $    | -                          | -                  |

## Suite
Dès mars 2017, Mark Wahlberg et Peter Berg annoncent que le film devrait être le premier d'une trilogie. Fin juillet 2018, il est confirmé qu'une suite est en développement.